# Liste de peintres allemands
Voici une liste de peintres allemands.
- Haut – A
- B
- C
- D
- E
- F
- G
- H
- I
- J
- K
- L
- M
- N
- O
- P
- Q
- R
- S
- T
- U
- V
- W
- X
- Y
- Z

## A
- Wilhelm von Abbema
- Karl Abt
- Tomma Abts
- Andreas Achenbach
- Oswald Achenbach
- Herbert Achternbusch
- Franz Ackermann
- Johann Adam Ackermann
- Max Ackermann
- Otto Ackermann
- Albrecht Adam
- Benno Adam
- Emil Adam
- Eugen Adam
- Franz Adam
- Heinrich Adam
- Luitpold Adam (en)
- Jankel Adler
- Richard Adler (de)
- Salomon Adler
- Karl Agricola
- August Wilhelm Julius Ahlborn
- Alfred Ahner
- Erwin Aichele (en)
- Wolfram Aichele (en)
- Max Emanuel Ainmiller
- Josef Albers
- Heinrich Jacob Aldenrath
- William Alexander
- Christian Wilhelm Allers
- Christina Allzeit
- Ernst Alt
- Jakob Alt
- Theodor Alt
- Kai Althoff
- Karl Altmann
- Katrin Alvarez
- Hans am Ende
- Christoph Amberger
- Heinrich Amersdorffer (en)
- Ernst Anders
- Tobias Andreae
- Peter Angermann
- Hermann Anschütz
- Horst Antes
- Johann Anton de Peters
- Johann Samuel Arnhold
- Ferdinand von Arnim
- Heinrich Gotthold Arnold
- Ulrike Arnold
- Georg Arnold-Graboné (en)
- Carl Arp
- Jean Arp
- Otto Arpke
- Isidor Ascheim
- Dieter Aschenborn
- Hans Aschenborn (en)
- Uli Aschenborn
- Fritz Ascher (en)
- Louis Asher
- Dieter Asmus
- Frank Auerbach
- Friedrich August von Kaulbach
- Friedrich August Elsasser
- Friedrich August Bouterwek
- Friedrich August von Klinkowström (en)

## B
- Jean Baader
- Johannes Theodor Baargeld
- Karl Daniel Friedrich Bach
- Elvira Bach
- Alf Bachmann
- Emanuel Bachrach-Barée
- Johann Daniel Bager
- Johann Karl Bähr
- Theodor Baierl
- Jan Balet (en)
- Karl Ballenberger
- Hans Baluschek
- Fritz Bamberger
- Ernst von Bandel
- Caroline Bardua
- Eduard Bargheer
- Hans von Bartels
- Horst Bartnig
- Emil Bartoschek (en)
- Ludwig Barth
- Georg Baselitz
- Emil Bauch
- Gottlieb August Bauer
- Herbert Bauer
- Michael Bauer
- Rudolf Bauer
- Gustav Bauernfeind
- Paul Baum
- Armin Baumgarten (en)
- Thomas Baumgartner
- Willi Baumeister
- Karin Baumeister-Rehm (en)
- Tilo Baumgärtel
- August von Bayer (en)
- Thommie Bayer (en)
- Alf Bayrle (en)
- Fritz Beblo
- Ulrich Becher (en)
- August Becker
- Ferdinand Becker
- Jakob Becker
- Ludwig Hugo Becker
- Philipp Jakob Becker (en)
- Max Beckmann
- Heinrich Beck
- Walter Becker
- Karl Becker
- Peter Becker
- Hermann Becker
- Benedikt Beckenkamp
- Ludwig Beckmann
- Heinz Beck
- Josef Konstantin Beer (en)
- Adalbert Begas
- Carl Joseph Begas
- Oskar Begas
- Akbar Behkalam (en)
- Günter Beier
- Johannes Beilharz (en)
- Gisela Beker (en)
- Hans Bellmer
- Eduard Bendemann
- Max Bentele
- William Von Moll Berczy
- Charlotte Berend-Corinth
- Josefa Berens-Totenohl (en)
- Rudolf Bergander (en)
- Georg Bergmann (en)
- Julius Bergmann
- Claus Bergen
- Otto Berg
- Max Bergmann
- Josef Bergenthal
- Michael Berger
- Hubert Berke
- Johann Martin Bernatz
- Walter Bernstein
- Maître Bertram
- Adolf Bierbrauer (en)
- Karl Eduard Biermann
- Pierre Binoit
- Albert Birkle
- Richard Birnstengel
- Norbert Bisky
- Louis Ammy Blanc
- Carl Blechen
- Georg Bleibtreu
- Fritz Bleyl
- Josef Block
- Hugo von Blomberg (en)
- Oscar Bluemner
- Peter Blum
- Gregor von Bochmann
- Leopold Bode
- Arnold Bode
- Gottlieb Bodmer
- Pedro Boese
- Christian Friedrich Boetius
- Karl Bögler
- Corbinian Böhm
- Hans Bohrdt
- Melchior Boisserée
- Paul Bojack
- Hanns Bolz
- Friedrich von Bömches (en)
- August Borckmann
- Hinrik Bornemann (en)
- Friedrich Boser
- Harald von Bosse
- Otto Richard Bossert (en)
- Eberhard Bosslet
- Erwin Bowien
- Anton Braith
- Martin Brandenburg
- Marianne Brandt
- Heinrich Brandes
- Alexander Braun
- Louis Braun
- Kaspar Braun
- VG Braun-Dusemond (en)
- Rudolf Bredow (en)
- Ferdinand Max Bredt
- K.P. Brehmer (en)
- Carl Breitbach
- Heinrich Breling
- Albert Brendel
- Louise Catherine Breslau
- Heinrich Brocksieper (en)
- Christian Brod (en)
- August Bromeis
- Franz Bronstert
- Hans Brosamer
- Wilhelm Brücke
- Alexander Bruckmann (en)
- Ferdinand Brütt
- Christoph Brüx
- Carl Buchheister
- Ludwig Buchhorn
- Erich Buchholz (en)
- Lothar-Günther Buchheim
- Heinz Budweg (en)
- Robert Budzinski
- Karl Albert Buehr
- Franz Bunke
- Ludwig Burger
- Jonas Burgert
- Anton Burger
- Heinrich Bürkel
- Fritz Burkhardt
- Heinrich Burkhardt
- Peter Burnitz
- Friedrich Bury
- Brigitte Buscail-Lipsky
- Johann Büsen
- Wilhelm Busch
- Michael Buthe
- Bernhard Buttersack
- Erich Büttner
- André Butzer (en)

## C
- Daniel Caffé
- Heinrich Campendonk
- Wilhelm Camphausen
- Massimo Campigli
- Peter Candid
- Carl Gustav Carus
- Ludwig Choris
- Philipp Christfeld (en)
- Johann Christian von Mannlich
- Gunter Christmann (en)
- Kiddy Citny (en)
- Gustav Adolf Closs
- Ferdinand Collmann
- Edward Harrison Compton
- Edward Theodore Compton (en)
- Carl Conjola
- Carl Emanuel Conrad
- Lovis Corinth
- Peter von Cornelius
- Erich Correns
- Molly Cramer
- Augustin Cranach
- Carl Robert Croll

## D
- Eduard Daege
- Heinrich Anton Dähling
- Karl Dannemann
- Darco
- Maximilian Dasio (en)
- Gabriela Dauerer
- Max Dauthendey (en)
- Heinrich Maria Davringhausen
- John Decker
- Wilm Dedeke
- Ernst Deger
- Balthasar Denner
- Ludwig des Coudres
- Adolf des Coudres (en)
- Christa Dichgans
- Christophe Didillon (en)
- Karl Diebitsch
- Karl Wilhelm Diefenbach
- Jakob Fürchtegott Dielmann
- Albert Christoph Dies (en)
- Alfred Diethe
- Adelheid Dietrich
- Wendel Dietterlin
- Anton Dietrich
- Feodor Dietz
- Samuel Friedrich Diez (en)
- Ludwig Dill
- Georg von Dillis
- Fritz Dinger
- Johann Melchior Dinglinger
- Otto Dix
- Carl Emil Doepler
- Emil Doepler
- Max Doerner
- Jiri Georg Dokoupil
- Pranas Domšaitis (en)
- Franz Burchard Dörbeck
- Johann Jakob Dorner the Elder (en)
- Sergej Alexander Dott
- Heinz Drache
- Anton Josef Dräger (en)
- Heinrich Dreber
- Johann Georg Dreydorff
- Johann Friedrich Dryander
- Eugen Dücker
- Balthasar-Antoine Dunker
- Hermann Dyck
- Udo Dziersk (en)

## E
- Robert Eberle
- Konrad Eberhard
- Syrius Eberle
- Adam Eberle (en)
- Johann Christian Eberlein (en)
- John Giles Eccardt
- Michael Echter
- Friedrich Eckenfelder (en)
- Heinrich Ambros Eckert
- Otto Eckmann
- John Eckstein (en)
- Martin Eder (en)
- Carl Eggers
- Franz Xaver Eggert (en)
- Julie von Egloffstein
- Paul Ehrenberg
- Friedrich Eibner
- Franz Eichhorst
- Andreas Eigner (en)
- Fritz Eisel (en)
- Franz Eisenhut
- Knut Ekvall
- Marie Ellenrieder
- Adam Elsheimer
- Ludwig Elsholtz (en)
- Wilhelm Emelé (en)
- Edgar Ende
- Sylvester Engbrox
- Lilli Engel
- Horus Engels (en)
- Robert Engels
- Carl Engel von der Rabenau (en)
- Josef Benedikt Engl (en)
- Josef Otto Entres (en)
- Otto Wilhelm Erdmann
- Fritz Erler
- Johann Franz Ermels (en)
- Richard Ermisch (en)
- Max Ernst
- Uwe Ernst
- Alexander Esters
- Stefan Ettlinger (en)
- Ernst Ewald
- Reinhold Ewald
- Julius Exter
- Adolf Eybel (en)

## F
- Christian Wilhelm von Faber du Faur
- Johann Joachim Faber
- Carl Ferdinand Fabritius (en)
- Ludwig Fahrenkrog
- Joachim Martin Falbe
- Jeremias Falck (en)
- Joseph Fassbender
- Berthold Faust (en)
- Joseph Fay
- Christian Gottlob Fechhelm (en)
- Eduard Clemens Fechner (en)
- Hans Feibusch
- Paul Feiler (en)
- Friedrich Kurt Fiedler (en)
- Max Feldbauer (en)
- Louis Feldmann
- Conrad Felixmüller
- Ferdinand Fellner
- Melchior Feselen (en)
- Rainer Fetting
- Anselm Feuerbach
- Martin Feuerstein
- Willy Fick
- Gerhard Finke
- Johann Dominicus Fiorillo
- Oskar Fischer
- Klaus Fisch (en)
- Heinz Fischer
- John Fischer
- Joseph Anton Fischer
- Theodor Fischer (1817-1873), dit « Theodor Fischer-Poisson »
- Theodor Fischer (1824-1908)
- Theodor Fischer (1947- )
- Walter Fischer
- Oskar Fischinger
- Arthur Fitger
- Ferdinand Wolfgang Flachenecker
- Albert Flamm
- Georg Flegel
- Adolf Fleischmann (en)
- François Fleischbein
- Lutz Fleischer (en)
- Max Fleischer
- Gerlach Flicke
- Fedor Flinzer
- Joseph Flüggen
- Gisbert Flüggen
- Daniel Fohr
- Carl Philipp Fohr
- Philipp Foltz
- Günther Förg
- Ernst Joachim Förster
- Arnold Forstmann
- Kurt Frank
- Maître Francke
- Julius Frank
- Michael Sigismund Frank (en)
- Eduard Frederich (en)
- Hermann Freese (en)
- Otto Freundlich
- Maria Elektrine von Freyberg
- Achim Freyer (en)
- Heinrich Jakob Fried
- Johnny Friedlaender
- Fred Friedrich (en)
- Caroline Friederike Friedrich
- Caspar David Friedrich
- Bernhard Fries (en)
- Ernst Fries
- Karl Friedrich Fries (en)
- Woldemar Friedrich
- Richard Friese (en)
- Fritz Friedrichs
- Philipp Friedrich von Hetsch
- Johann Christoph Frisch
- Karl Ludwig Frommel
- Günter Fruhtrunk
- Werner Fuchs
- Ulrich Füterer
- Heinrich Friedrich Füger
- Hinrik Funhof
- Edmund Fürst (en)
- Klaus Fußmann (en)
- Conrad Fyoll (en)

## G
- Eduard Gaertner
- Bernd Erich Gall (en)
- Franz Gareis (en)
- Friedrich Gärtner (en)
- Heinrich Gärtner (en)
- Heinrich Gätke
- Jakob Gauermann
- Ernst Gebauer (en)
- Eduard Gebhardt
- Josef Anton Gegenbauer (en)
- Johannes Gehrts (en)
- Rupprecht Geiger (en)
- Otto Geigenberger (en)
- Nikolaus Geiger
- Willi Geiger
- Kirsten Geisler (en)
- Carl Geist
- Bonaventura Genelli
- Hanns Georgi (en)
- Ludger Gerdes
- Eduard Gerhardt (en)
- Till Gerhard (en)
- Robert Gernhardt
- Hermann Geyer
- Ludwig Geyer (acteur)
- Wilhelm Geyer
- Hans Freiherr von Geyer zu Lauf (en)
- Torben Giehler (en)
- Henning von Gierke
- Werner Gilles
- Julius E.F. Gipkens (en)
- Erich Glas (en)
- Horst Gläsker (en)
- Ludwig von Gleichen-Rußwurm
- Otto Gleichmann (en)
- Hermann Glöckner (en)
- Gotthold Gloger (en)
- Ludwig Godenschweg
- Paul Salvator Goldengruen
- Hermann Mayer Salomon Goldschmidt
- Dieter Goltzsche (en)
- Paul Gösch
- Jakob Götzenberger
- Hermann Götz
- Karl Otto Götz
- Leo Götz (en)
- Carl Götzloff
- Henry Gowa
- Gustav Graef
- Peter Graf
- Albert Gräfle
- August Grahl
- Walter Gramatté
- Fritz Grasshoff (en)
- Gotthard Graubner
- Otto Greiner
- Otto Griebel
- Christian Griepenkerl
- HAP Grieshaber
- Arthur Grimm
- Ludwig Emil Grimm
- Paul Grimm
- Friedrich Carl Gröger
- Curt Victor Clemens Grolig
- Carl Grossberg
- George Grosz
- Theodor Grosse (en)
- Michael Gruber
- Hans Grundig
- Emil Otto Grundmann
- Jakob Grünenwald
- Eduard von Grützner
- Richard Guhr
- Louis Gurlitt
- Karl Gussow
- Aldona Gustas

## H
- Carl Haag
- August Haake
- Hugo von Habermann
- Wenzel Hablik (en)
- Karl Hagedorn (en)
- Karl Hagemeister
- Theodor Hagen
- Magda Hagstotz
- Wilhelm Haller (en)
- Eugen Hamm (en)
- Christian Gottlob Hammer
- Alois Hanslian
- Sophus Hansen
- Johann Gottlieb Hantzsch (en)
- Heinrich Harder
- Harro Paul Harring
- Hans Hartung
- Robert Hartmann
- Walter Hartwig (en)
- Franz Hartmann
- Petre Hârtopeanu (en)
- Wilhelm Hasemann
- Carl Hasenpflug
- Max Haushofer
- Florian Havemann (en)
- Eberhard Havekost
- John Heartfield
- Kati Heck
- Hein Heckroth
- Michael Heckert (en)
- Erich Heckel
- Gert Heinrich Wollheim
- Wilhelm Heine
- Johann Heinrich Schönfeld
- Georg Heinrich Crola (en)
- Johann Heinrich Roos
- Johann Heinrich Tischbein
- Georg Heinrich Busse (en)
- Johannes Heisig (en)
- Werner Heldt
- Wilhelm Hempfing
- Hermann Hendrich
- Wilhelm Hensel
- Thomas Herbst
- Friedrich Herlin
- Franz Georg Hermann
- Johann Hermann Carmiencke (en)
- Frank Herzog (en)
- Karl Hess
- Eva Hesse
- Hans Heyer
- Philipp Hieronymus Brinckmann (en)
- Engelbert Hilbich
- Ernst Hildebrand
- Eduard Hildebrandt
- Theodor Hildebrandt
- Carl Hinrichs (en)
- Ludwig Hirschfeld Mack (en)
- Rudolf Hirth du Frênes
- Adolf Hitler
- Dora Hitz
- HOBI
- Paul Hoecker
- Hannah Höch
- Angelika Hoerle
- Bernhard Hoetger
- Heinrich Hoffmann
- Wolf Hoffmann
- Margret Hofheinz-Döring
- Hans Hofmann
- Paul Hofmann
- Otto Hofmann
- Hans Holbein
- Hans-Jörg Holubitschka (en)
- Johann Evangelist Holzer (en)
- Hélène Holzman
- Paul Honegger (ou Honecker)
- Barbara Honigmann
- Daniel Hopfer
- Theodor Horschelt (en)
- Theodor Hosemann
- Woldemar Hottenroth
- Karl Hubbuch (en)
- Konrad Huber (en)
- Georg Huber (de)
- Ulrich Hübner
- Julius Hübner
- Carl Hummel
- Otto Hupp
- Karl Hurm (en)
- Auguste Hüssener
- Maria Innocentia Hummel

## I
- Berthold Imhoff (en)
- Jörg Immendorff
- Carl G. von Iwonski (en)

## J
- Johann Jacob Tischbein (en)
- Paul Emil Jacobs
- Ferdinand Jagemann
- Michael Jäger (peintre) (en)
- Gustav Jäger
- Karl Jäger
- Helmut Jahn
- Angelo Jank
- Christian Jank
- Peter Janssen
- Georg Jauss (en)
- Alfred Jensen
- Franz Joachim Beich
- Rudolf Jordan
- Ernst Jordan (en)
- Tina Juretzek (en)

## K
- Leo Kahn (en)
- Johannes Kahrs
- Friedrich Kaiser (en)
- Aris Kalaizis
- Arthur Kampf
- Thomas Kapielski (en)
- Albert Kappis
- Joseph Karl Stieler
- Suzan Emine Kaube
- Hans Kaufmann
- Hugo Kauffmann
- Arthur Kaufmann
- Friedrich Kaulbach
- Ferdinand Keller
- Moritz Kellerhoven (en)
- Thomas Kemper (en)
- Werner Kempf
- George Kenner (en)
- Klark Kent
- Chaim Kiewe (en)
- Wilhelm Kimmich
- Martin Kippenberger
- Frank Kirchbach
- Günther C. Kirchberger (en)
- Alexander Kircher
- Albert Emil Kirchner
- Johann Baptist Kirner
- Konrad Klapheck
- Mati Klarwein
- Paul Klee
- Anna Klein
- Johann Adam Klein
- Richard Klein
- Paul Kleinschmidt
- Heinrich Kley
- Max Klinger
- Hans Kloss
- Robert Klümpen (en)
- Georg Klusemann
- Karl Knabl (en)
- Hermann Knackfuss
- Michael Knauth
- Heinrich Knirr
- Imi Knoebel
- Martin Kober
- Rudolf Koch
- Hans Koch (de)
- Robert Koehler
- Matthias Koeppel (en)
- Alois Kolb (en)
- Heinrich Christoph Kolbe
- Helmut Kolle
- Otto Konrad
- Emma Körner (en)
- Frank Kortan (de)
- Rudolf Kortokraks (en)
- Theodor Kotsch
- Johann Peter Krafft
- Lambert Krahe
- Friedrich Kraus
- William Krause (de)
- Rudolf Kraus (en)
- Wilhelm Krause
- Oskar Kreibich
- Robert Kretschmer
- Conrad Faber von Kreuznach (en)
- Andrei Krioukov (en)
- Vlado Kristl
- Karl Kröner (en)
- Sebastian Krüger (en)
- Franz Krüger
- Friedrich-Wilhelm Krüger
- Christiane Kubrick
- Gotthardt Kuehl
- Hans Kuhn (peintre) (en)
- Konrad Kujau
- Willy Kukuk
- Friedrich Kunath (en)
- Diether Kunerth (1940-)

## L
- Curt Lahs (en)
- Mark Lammert
- Christian Landenberger
- Friedrich Lange
- Joseph Lange
- Julius Lange
- Max Lange
- Michael Lange
- Michael Langer
- Hermann Lang
- Richard Lauchert (en)
- Rainer Maria Latzke (en)
- Hanns Lautensack
- Paul Lautensack (en)
- Carl Lauterbach
- Franz Lefler (en)
- Rudolf Lehmann
- Fridolin Leiber (en)
- Ulrich Leman (en)
- August Lemmer (en)
- Ernst Leonhardt (en)
- Reinhold Lepsius
- Sabine Lepsius
- Carl Friedrich Lessing
- Wolfgang Lettl
- Emanuel Leutze
- Frank Lewecke
- Raphaël Lewisohn
- Max Liebermann
- Adolf Heinrich Lier
- Hans Lietzmann (en)
- Hermann Linde (en)
- Heinrich Eduard Linde-Walther (en)
- Richard Lindner
- Paul Linke (en)
- Karl Friedrich Lippmann (en)
- Stefan Lochner
- August Löffler
- Max Lohde (en)
- Otto Lohmuller
- Elfriede Lohse-Wächtler
- Bernard Lokai (en)
- David Lorenz (en)
- Karl Lorenz
- Károly Lotz
- Friedrich Ludwig
- Carl Ludwig Jessen
- Max Ludwig
- Christoph Ludwig Agricola
- Andreas Ludwig (en)
- Ernst Ludwig Kirchner
- Markus Lüpertz
- Erika Lust

## M
- Hans Maaß (en)
- Thilo Maatsch
- Fritz Mackensen
- August Macke
- Heinz Mack
- Josef Madlener
- Alfred Mahlau (en)
- Werner L. Maier
- Isaak Major
- Carl Malchin (en)
- Christian Mali
- Lothar Malskat
- Jeanne Mammen
- Henriette Manigk (en)
- Ludwig Manzel
- Franz Marc
- Heinrich Maria von Hess
- Jacob Marrel
- Johann Martin von Rohden
- Johannes Martini
- Karl Marx
- Michael Mathias Prechtl (en)
- Johann Matthias Kager
- Georg David Matthieu
- Fritz Maurischat
- Karl May
- Louis Mayer
- Carl Mayer
- Jonathan Meese
- Lothar Meggendorfer
- Ludwig Meidner
- Else Meidner
- Georg Meistermann
- Johann Melchior Roos
- Hans Memling
- Peter Menne (en)
- Carlo Mense
- Joseph Anton Merz (en)
- Hans Metzger (en)
- Claus Meyer
- Friedrich Eduard Meyerheim
- Paul Friedrich Meyerheim
- Paul Michaelis (en)
- Johann Michael Feuchtmayer (en)
- Johann Michael Voltz
- Johann Michael Bretschneider
- Abraham Mignon
- Carl Julius Milde
- Paula Modersohn-Becker
- Manfred Mohr
- Paula Monjé
- Christian Morgenstern
- Sabine Moritz (en)
- Gerd Mosbach
- Friedrich Mosbrugger
- Adolf Mosengel (de)
- Georg Muche
- Heinrich Mücke
- Armin Mueller-Stahl
- Otto Mueller
- Fritz Mühlenweg
- Georg Mühlberg
- Victor Müller
- Andreas Müller
- Otto Müller
- Gustav Müller
- Fritz Müller (1821-1897)
- Ludwig Müller (théologien)
- Paul Müller-Kaempff
- Herbert Müller
- August Müller
- Moritz Müller
- Heiko Müller (en)
- Heinz Müller
- Friedrich Müller
- Moritz Müller
- Willi Münch-Khe
- Gabriele Münter
- Winfried Muthesius
- Gustav Mützel

## N
- Paul Nagel
- Charles Christian Nahl
- Eugen Napoleon Neureuther
- August Natterer
- Julius Naue
- Horst Naumann
- Otto Nebel
- Carl Nebel
- Rolf Nesch
- Caspar Netscher
- Gert Neuhaus (en)
- Wolfgang Neumann (en)
- Jo Niemeyer
- Emil Nolde
- Franz Nölken
- Bernt Notke
- Felix Nussbaum

## O
- Franz Ignaz Oefele
- Max Oehler (en)
- Ernst Erwin Oehme
- Ernst Ferdinand Oehme
- August Friedrich Oelenhainz
- August Ohm
- Alexander Olbricht
- Hans Olde
- Friedrich von Olivier
- Michael Ostendorfer
- David Ostrowski (en)
- Philipp Otto Runge
- Hermann Ottomar Herzog
- Michael Otto
- Johann Friedrich Overbeck

## P
- Amalia Pachelbel (en)
- Blinky Palermo
- Otto Pankok (en)
- Jürgen Partenheimer
- Richard Paul
- Eduard Pechuel-Loesche (en)
- Werner Peiner (en)
- A. R. Penck
- Carl Gottlieb Peschel
- Rudolf Peschel
- Philipp Peter Roos
- Hans Peters (en)
- Wilhelm Petersen
- Wilhelm Peters
- Heinrich Petersen-Angeln
- Wolfgang Petrick (en)
- Henri Pfeiffer
- Johann Baptist Pflug (en)
- Martin Erich Philipp (en)
- Jacob Philipp Hackert
- Georg Philipp Rugendas
- Georg Philipp Wörlen (en)
- Gustav Philipp Zwinger (en)
- Otto Piene
- Ludwig Pietsch
- Bruno Piglhein
- Hartmut Piniek (en)
- Theodor Pixis
- Hermann Pleuer
- Bernhard Plockhorst
- Alois Plum
- Tobias Pock (en)
- Leon Pohle
- Sigmar Polke
- Johann Daniel Preissler
- Hermann Prell (en)
- Heimrad Prem (en)
- Johann Georg Primavesi (en)
- Hans Purrmann
- Leo Putz

## Q
- Franz Quaglio (en)
- Simon Quaglio
- Otto Quante (en)
- Silvia Quandt (en)
- Curt Querner
- Tobias Querfurt (en)
- August Querfurt

## R
- Barbara Raetsch
- Johann Heinrich Ramberg
- Johann Anton Ramboux
- Lilo Ramdohr
- Lilo Rasch-Naegele
- Werner Rataiczyk
- Karl Raupp
- Christopher Rave
- Louis-Ferdinand von Rayski
- Anita Rée
- Dan Reeder (en)
- Willy Reetz
- Theodor Rehbenitz
- Elke Rehder (en)
- Hans Reichel (musicien)
- Tom Reichelt
- Carl Theodor Reiffenstein
- Johann Friedrich Reiffenstein (en)
- Heinrich Reinhold
- Robert Reinick
- Otto Reinhold Jacobi
- Carl Reinhardt
- Fritz Riess
- Moritz Retzsch
- Gerhardt Wilhelm von Reutern (en)
- Adrian Ludwig Richter
- Carl August Richter
- Emil Theodor Richter
- Erik Richter (en)
- Frank Richter
- Gustav Richter
- Hans Richter
- Paul Richter
- Johann Elias Ridinger
- August Riedel
- Johannes Riepenhausen
- Johann Christoph Rincklake (en)
- Thomas Ring (en)
- Joachim Ringelnatz
- Wilhelm Ripe (en)
- Otto Ritschl (en)
- Paul Ritter
- Günter Rittner (en)
- Lorenz Ritter (en)
- Theodor Rocholl
- Carl Röchling
- Hermen Rode
- Bernhard Rode
- Stefan Roloff (en)
- Théodore Roos
- Ludwig Rosenfelder
- Mike Rose
- Anna Rosina de Gasc
- Kurt Roth (en)
- Eugen Roth
- Ferdinand Rothbart (en)
- Hans Rottenhammer
- Christian Ruben
- Dieter Rübsaamen (en)
- Hans Hinrich Rundt (en)

## S
- Jochen Sachse
- Rolf Sackenheim (en)
- Hubert Salentin
- Johann Salomon Wahl
- Charlotte Salomon
- Wilhelm Sauter (en)
- Edwin Scharff
- Hermann Schaper
- Thomas Scheibitz (en)
- Paul Scheffer
- Wolfram Adalbert Scheffler (en)
- Johann Eleazar Schenau
- Josef Scheuplein
- Wilhelm Schirmer
- Adolf Schinnerer (en)
- Osmar Schindler
- Robert Schiff
- Eduard Schleich
- Oskar Schlemmer
- Eberhard Schlotter (en)
- Hans-Jürgen Schlieker (en)
- Karl Schlösser (en)
- Torsten Schlüter (en)
- Max Schmidt
- Joost Schmidt
- Alfred Schmidt
- Julia Schmidt (en)
- Jürgen Schmitt (en)
- Teutwart Schmitson
- Hermann Schmitz (en)
- Gerda Schmidt-Panknin
- Marc Schmitz (en)
- Georg Friedrich Schmidt
- Leonhard Schmidt (de)
- Karl Schmidt-Rottluff
- Leopold Schmutzler (en)
- Sascha Schneider
- Robert Schneider
- Paul Schneider
- Carl Schneiders
- Joseph Anton Schneiderfranken (Bô Yin Râ)
- Julius Schnorr von Carolsfeld
- Friedrich Schneider (compositeur)
- Georg Scholz
- Otto Scholderer
- Karl Schorn
- Ludwig Schongauer
- Richard Schoenfeld (en)
- Heinrich Schönfeld
- Julius Schoppe
- Gustav Schraegle
- Georg Schrimpf
- Lothar Schreyer
- Adolf Schreyer
- Ernst Schröder
- Hans Schröder (de)
- Werner Schramm
- Liselotte Schramm-Heckmann
- Emil Schumacher
- Peter Schubert (en)
- Bernard Schultze
- Daniel Schultz
- Fritz Schwegler
- Heinrich Schwarz
- Carlos Schwabe
- Otto Schwerdgeburth (en)
- Kurt Schwitters
- Johann Sebastian Bach
- Adolf Seel
- Else Sehrig-Vehling
- Louise Seidler
- Joseph Anton Settegast
- Oskar Seyffert (en)
- Carl Sieg
- Richard Simon
- Franz Skarbina
- Dirk Skreber (en)
- Maria Slavona
- Max Slevogt
- Karl Ferdinand Sohn
- Daniel Soreau
- Isaak Soreau (en)
- Michael Sowa (en)
- August Specht
- Friedrich Specht
- Erwin Speckter (en)
- Hans Speidel
- Johann Sperl
- Christian Speyer
- Walter Spies
- Eugene Spiro
- Carl Spitzweg
- August Splitgerber
- Fritz Splitgerber
- Hans Springinklee
- Anton Stankowski
- Carl Steffeck
- Hermann Stehr (en)
- Jakob Steinhardt
- David D. Stern (en)
- Max Stern
- Robert Sterl
- Franz Seraph Stirnbrand (en)
- Dora Stock
- Curt Stoermer (en)
- Fritz Stoltenberg
- Margret Storck
- Sébastien Stoskopff
- Willy Stöwer
- Paul Strecker (en)
- Bernhard Strigel
- Hermann Struck
- Fritz Stuckenberg
- Absolon Stumme (en)
- Emil Stumpp
- Helmut Sturm (en)
- Karl Stürmer
- Rudolph Suhrlandt
- Florian Süssmayr (en)
- Stefan Szczesny

## T
- Ruben Talberg (en)
- Adolf Teichs
- Ebba Tesdorpf (en)
- Heinz Tetzner (en)
- Karl von Piloty
- Anna Dorothea Therbusch
- Ulrike Theusner
- Ludwig Thiersch
- Günther Thiersch (en)
- Hans Thoma
- Paul Thumann
- Ernst Toepfer (en)
- Christiaan Tonnis
- Martin Torp (en)
- Gero Trauth (en)
- Hann Trier (en)
- Wilhelm Trübner

## U
- Otto Ubbelohde
- Günther Uecker
- Philipp Uffenbach
- Fred Uhlman
- Hans Ulrich Franck
- Jonas Umbach
- Lesser Ury
- Adolf Uzarski

## V
- Johann Valentin Tischbein (en)
- Johan van den Mynnesten (en)
- Funny van Dannen
- Amalie Vanotti
- Philipp Veit
- Johannes Veit
- Frederick Vezin
- Henry Vianden
- Hans Vincenz
- Lorenz Vogel
- Carl Christian Vogel von Vogelstein
- Heinrich Vogeler
- Karl Völker
- Adolph Friedrich Vollmer
- Friedrich Voltz
- Fritz von Uhde
- Joachim von Sandrart
- Hilla de Rebay
- Elise von Jung-Stilling
- Wilhelm von Kügelgen
- Leo von Klenze
- Karl von Kügelgen
- Hans von Aachen
- Hans von Marées
- Karl von Enhuber
- Philipp von Foltz
- Peter von Hess
- Ludwig von Herterich
- Wilhelm von Kobell
- Ludwig von Löfftz
- Ludwig von Hofmann
- Carl von Marr
- Clemens von Zimmermann
- Franz von Stuck
- August von Kreling
- Ludwig von Hagn
- Adolf von Heydeck
- Franz von Lenbach
- Theobald von Oer
- Wilhelm von Köln
- Thomas von Nathusius
- Hans von Bartels
- Gabriel von Hackl
- Hugo von Blomberg (en)
- Gerhard von Kügelgen
- Henning von Gierke
- Patrick von Kalckreuth (en)
- Benjamin von Block
- Karl von Appen (en)
- Wilhelm von Diez
- Hermann von Kaulbach
- Bernhard von Neher
- Heinrich von Rustige
- Heinrich von Zügel
- Alexej von Jawlensky
- Friedrich Vordemberge-Gildewart (en)
- Wolf Vostell

## W
- Manfred W. Jürgens (en)
- Rolf Wagner
- Carl Wagner
- Hans Wagner
- Georg Waltenberger
- Horst Walter (en)
- Petrus Wandrey (en)
- Corinne Wasmuht (en)
- August Weber
- Theodore Alexander Weber
- Hubert Weber (en)
- Paul Weber
- Felix Weber
- Vincent Weber (en)
- Johannes Wechtlin (en)
- August Weckbecker
- Karl Weinmair (en)
- Max Weinberg
- Friedrich Georg Weitsch
- Theodor Leopold Weller (en)
- Gottlieb Welté
- Walter Werneburg
- Fritz Werner
- Eberhard Werner
- Wilhelm Wessel (en)
- Brigitta Westphal (en)
- Fritz Wiedemann
- Albert Wigand
- Christian Wilberg
- Ludwig Wilding (en)
- Karl Wilhelm Wach
- Ernst Wilhelm Nay
- Friedrich Wilhelm Kuhnert
- Carl Wilhelm von Heideck
- Johann Wilhelm Cordes
- Christian Wilhelm Ernst Dietrich
- Paul Wilhelm
- Johann Wilhelm Baur
- Hermann Kasack
- Johann Wilhelm Beyer (en)
- Hugo Wilhelm Arthur Nahl (en)
- Johann Wilhelm Schirmer
- August von Wille
- Michael Willmann
- Albert Windisch
- Harald Winter (en)
- Fritz Winter (en)
- Guillaume Wintz
- Hermann Wislicenus
- Adolf Wissel
- Johann Michael Wittmer
- Julie Wolfthorn
- Karl Wolf
- Balduin Wolff
- Joseph Wolf
- Michael Wolff
- Michael Wolgemut
- Walter Womacka (en)
- Hinrich Wrage
- Franz Wulfhagen
- Paul Wunderlich
- Noah Wunsch (en)
- Franz Xaver Winterhalter

## Z
- Johann Zacharias Kneller
- Erich Zander (en)
- Herbert Zangs
- Ernst Zehle
- Bartholomäus Zeitblom
- Wolfgang Zelmer (en)
- Januarius Zick
- Alexander Zick
- Adolf Ziegler
- HP Zimmer (en)
- Adolf Zimmermann
- Albert Zimmermann
- Emil Zimmermann
- Johann Baptist Zimmermann
- Max Zimmermann
- Reinhard Sebastian Zimmermann
- Richard Zimmermann
- Robert Zimmermann
- Thomas Zipp (en)
- Anton Zwengauer
- Anton Georg Zwengauer (en)
- Oskar Zwintscher